# انتونین پوستوویت
انتونین پوستوویت (انگلیسی: Antonina Pustovit؛ زادهٔ ۱۶ اکتبر ۱۹۵۵) قایقران روئینگ اهل اوکراین است.